# Denis Istomin
Pour les articles homonymes, voir Istomine.
Ne pas confondre avec le joueur de hockey sur glace Denis Istomine
Denis Olegovitch Istomin (en cyrillique Денис Истомин), né le 7 septembre 1986 à Orenbourg (alors en URSS, aujourd'hui en Russie) est un joueur de tennis ouzbek, professionnel entre 2004 et 2024.
Meilleur joueur de l'histoire de l'Ouzbékistan, il est le premier joueur de son pays à atteindre les huitièmes de finale d'un tournoi du Grand Chelem et à remporter un titre ATP en simple. Il a occupé la 33e place mondiale en 2012.

## Carrière
Fils d'un homme d'affaires, Denis Istomin nait à Orenbourg au sein d'une famille d'origine russe qui déménage en Ouzbékistan à Tashkent lorsqu'il a trois mois. Initié au tennis à l'âge de 5 ans par sa mère Klaudiya Istomina, cette dernière a la particularité d'être également son entraîneur sur le circuit. En 2002, il est victime d'un grave accident de voiture qui le contraint à passer plusieurs mois à l'hôpital et à arrêter le tennis pendant deux ans.
Pendant longtemps, Denis Istomin évolue essentiellement sur le circuit challenger. Il rencontre un certain succès dans son pays en y remportant ses 12 premiers tournois. Il s'est notamment imposé à Boukhara en 2005, 2007 et 2008, Karchi en 2007, 2008 et 2011, Samarcande en 2011, mais aussi Tashkent en 2011 et 2015. Il connaît une progression rapide en 2005, saison marquée par quatre titres et une entrée dans le top 200. Ces résultats lui permettent d'obtenir une invitation pour l'Open d'Australie 2006 où il est battu par le n°1 mondial Roger Federer. Lors de l'été 2008, il dispute quatre finales en Challenger en l'espace de six semaines, puis bat Michaël Llodra au tournoi de Moscou. En 2009, il fait son entrée dans le top 100 du classement ATP grâce à de bons résultats sur le circuit ATP dont un quart de finale à Eastbourne et Saint-Pétersbourg, ainsi qu'un 3e tour à l'US Open.
Le 27 août 2010, il atteint sa première finale sur le circuit ATP au tournoi de New Haven, où il perd contre l'Ukrainien Serhiy Stakhovsky.
En battant le Colombien Alejandro Falla au troisième tour du tournoi de Wimbledon 2012, Denis Istomin devient le premier joueur ouzbek de l'Histoire à atteindre les huitièmes de finale d'un tournoi du Grand Chelem. Il réitère cet exploit par la suite à l'US Open 2013 puis à l'Open d'Australie 2017.
En 2015, pendant la saison sur herbe, il réalise une bonne semaine à Nottingham. En éliminant notamment Serhiy Stakhovsky et Leonardo Mayer, il atteint la finale et s'adjuge le premier titre de sa carrière (7-61, 7-66) face à l'Américain Sam Querrey.
En 2017, alors 117e mondial lors de l'Open d'Australie, il crée la sensation en éliminant le 2e mondial et double tenant du titre, Novak Djokovic au second tour (7-68, 5-7, 2-6, 7-65, 6-4) alors mené deux sets à un en 4 h 50, s'offrant la plus belle victoire de sa carrière assurément, et la deuxième contre un Top 10,. Il confirme sa victoire en battant le 31e mondial, Pablo Carreño-Busta à nouveau en cinq manches (6-4, 4-6, 6-4, 4-6, 6-2), passant au total 10 h 49 sur le courts en trois matchs, et se qualifiant pour son premier huitième de finale à Melbourne. Il s'impose en fin d'année à Chengdu après l'abandon de son adversaire en finale, Marcos Baghdatis.
Le 4 août 2018, Denis Istomin échoue en finale du Generali Open de Kitzbühel, battu en deux sets par le Slovaque Martin Kližan en étant issu des qualifications. Peu après, il remporte le Challenger 150 de Chicago contre Reilly Opelka, puis le mois suivant celui d'Almaty.
Sa dernière victoire dans un tournoi ATP a été obtenue sur Sam Querrey à Delray Beach en février 2022. En 2023, il tente sa chance comme joueur de double sans grand succès aux côtés du russe Evgeny Karlovskiy. Le 6 février 2024, il annonce la fin de sa carrière professionnelle après 20 ans de carrière, mais il continue cependant de jouer en double.
Membre central de l'équipe d'Ouzbékistan de Coupe Davis, il y détient le nombre record de 37 sélections entre 2005 et 2022. Vainqueur de 35 matchs en simple et 17 en double, il a pris part à six reprises aux barrages du Groupe Mondial notamment contre les États-Unis en 2015 et la Grande-Bretagne en 2018. Il compte en outre des victoires sur Tatsuma Ito en 2011, Marinko Matosevic en 2013, Steve Johnson en 2015 et  Dušan Lajović en 2019. Lors des Jeux Asiatiques, il a obtenu une médaille d'argent à Guangzhou en 2010, une médaille de bronze à Incheon en 2014 et une médaille d'or à Jakarta en 2018.

## Style de jeu
Le jeu de Denis Istomin est très singulier, assez similaire à celui d'Alexandr Dolgopolov. Très grand, il peut s'appuyer sur un puissant service, qui est son meilleur coup. Droitier, il possède un jeu très agressif et n'hésite pas à venir au filet pour finir le point. Aussi, Denis Istomin est très apprécié des spectateurs de par les variations de son jeu (slice, lift, coups plats, volées). Son slice est excellent.

## Palmarès

### Titres en simple
| No | Date       | Nom et lieu du tournoi            | Catégorie | Dotation    | Surface      | Finaliste        | Score      |          |
| -- | ---------- | --------------------------------- | --------- | ----------- | ------------ | ---------------- | ---------- | -------- |
| 1  | 21-06-2015 | Aegon Open Nottingham, Nottingham | ATP 250   | 589 160 $   | Gazon (ext.) | Sam Querrey      | 7-61, 7-66 | Parcours |
| 2  | 25-09-2017 | Chengdu Open, Chengdu             | ATP 250   | 1 028 885 $ | Dur (ext.)   | Márcos Baghdatís | 3-2 ab.    | Parcours |

### Finales en simple
| No | Date       | Nom et lieu du tournoi                | Catégorie | Dotation  | Surface      | Vainqueur         | Score         |          |
| -- | ---------- | ------------------------------------- | --------- | --------- | ------------ | ----------------- | ------------- | -------- |
| 1  | 22/08/2010 | Pilot Pen Tennis by Schick, New Haven | ATP 250   | 663 750 $ | Dur (ext.)   | Serhiy Stakhovsky | 3-6, 6-3, 6-4 | Parcours |
| 2  | 13-02-2012 | SAP Open, San José                    | ATP 250   | 531 000 $ | Dur (int.)   | Milos Raonic      | 7-63, 6-2     | Parcours |
| 3  | 30-07-2018 | Generali Open, Kitzbühel              | ATP 250   | 501 345 € | Terre (ext.) | Martin Kližan     | 6-2, 6-2      | Parcours |

### Titres en double
| No | Date       | Nom et lieu du tournoi         | Catégorie | Dotation  | Surface      | Partenaire        | Finalistes                         | Score             |          |
| -- | ---------- | ------------------------------ | --------- | --------- | ------------ | ----------------- | ---------------------------------- | ----------------- | -------- |
| 1  | 14-10-2013 | Kremlin Cup Moscou             | ATP 250   | 746 750 $ | Dur (int.)   | Mikhail Elgin     | Ken Skupski Neal Skupski           | 6-2, 1-6, [14-12] | Parcours |
| 2  | 03-02-2014 | Open Sud de France Montpellier | ATP 250   | 426 605 € | Dur (int.)   | Nikolay Davydenko | Marc Gicquel Nicolas Mahut         | 6-4, 1-6, [10-7]  | Parcours |
| 3  | 27-07-2015 | Swiss Open Gstaad Gstaad       | ATP 250   | 439 405 € | Terre (ext.) | Aliaksandr Bury   | Oliver Marach Aisam-Ul-Haq Qureshi | 3-6, 6-2, [10-5]  | Parcours |

### Finales en double
| No | Date       | Nom et lieu du tournoi                | Catégorie | Dotation    | Surface    | Vainqueurs                      | Partenaire     | Score     |          |
| -- | ---------- | ------------------------------------- | --------- | ----------- | ---------- | ------------------------------- | -------------- | --------- | -------- |
| 1  | 01-10-2012 | China Open Pékin                      | ATP 500   | 2 205 000 $ | Dur (ext.) | Bob Bryan Mike Bryan            | Carlos Berlocq | 6-3, 6-2  | Parcours |
| 2  | 16-09-2013 | St. Petersburg Open Saint-Pétersbourg | ATP 250   | 455 775 $   | Dur (int.) | David Marrero Fernando Verdasco | Dominic Inglot | 7-66, 6-3 | Parcours |

## Parcours dans les tournois duGrand Chelem

### En simple
| Année | Open d'Australie | Open d'Australie | Internationaux de France | Internationaux de France | Wimbledon       | Wimbledon        | US Open         | US Open           |
| ----- | ---------------- | ---------------- | ------------------------ | ------------------------ | --------------- | ---------------- | --------------- | ----------------- |
| 2006  | 1er tour (1/64)  | Roger Federer    | Q1                       | Máximo González          | —               | —                | —               | —                 |
| 2007  | Q1               | David Guez       | —                        | —                        | —               | —                | —               | —                 |
| 2008  | 2e tour (1/32)   | Lleyton Hewitt   | Q1                       | Joseph Sirianni          | —               | —                | —               | —                 |
| 2009  | 2e tour (1/32)   | Richard Gasquet  | 2e tour (1/32)           | Robin Söderling          | 1er tour (1/64) | Fabio Fognini    | 3e tour (1/16)  | Marin Čilić       |
| 2010  | 3e tour (1/16)   | Novak Djokovic   | 2e tour (1/32)           | Lleyton Hewitt           | 3e tour (1/16)  | Tomáš Berdych    | 2e tour (1/32)  | Rafael Nadal      |
| 2011  | 1er tour (1/64)  | Jan Hernych      | 1er tour (1/64)          | Fabio Fognini            | 2e tour (1/32)  | Mardy Fish       | 2e tour (1/32)  | Julien Benneteau  |
| 2012  | 1er tour (1/64)  | J.-W. Tsonga     | 2e tour (1/32)           | Rafael Nadal             | 1/8 de finale   | Mikhail Youzhny  | 1er tour (1/64) | Jürgen Zopp       |
| 2013  | 2e tour (1/32)   | Andreas Seppi    | 2e tour (1/32)           | N. Davydenko             | 1er tour (1/64) | Andreas Seppi    | 1/8 de finale   | Andy Murray       |
| 2014  | 3e tour (1/16)   | Novak Djokovic   | 2e tour (1/32)           | P. Kohlschreiber         | 3e tour (1/16)  | S. Wawrinka      | 1er tour (1/64) | Richard Gasquet   |
| 2015  | 1er tour (1/64)  | Andreas Seppi    | 1er tour (1/64)          | Nick Kyrgios             | 1er tour (1/64) | A. Ramos-Viñolas | 2e tour (1/32)  | Dominic Thiem     |
| 2016  | 1er tour (1/64)  | Bernard Tomic    | 1er tour (1/64)          | Juan Mónaco              | 3e tour (1/16)  | David Goffin     | 1er tour (1/64) | Rafael Nadal      |
| 2017  | 1/8 de finale    | Grigor Dimitrov  | 2e tour (1/32)           | Chung Hyeon              | 1er tour (1/64) | Donald Young     | 1er tour (1/64) | A. Ramos-Viñolas  |
| 2018  | 2e tour (1/32)   | Kyle Edmund      | 1er tour (1/64)          | R. Bautista-Agut         | 1er tour (1/64) | Nick Kyrgios     | 1er tour (1/64) | Steve Johnson     |
| 2019  | 1er tour (1/64)  | Roger Federer    | Q1                       | Dustin Brown             | 1er tour (1/64) | Cameron Norrie   | Q1              | Mischa Zverev     |
| 2020  | —                | —                | —                        | —                        | —               | —                | —               | —                 |
| 2021  | Q1               | Lorenzo Giustino | 1er tour (1/64)          | Roger Federer            | —               | —                | Q1              | Jeffrey John Wolf |

N.B. : à droite du résultat se trouve le nom de l'ultime adversaire.

### En double
| Année | Open d'Australie             | Open d'Australie               | Internationaux de France     | Internationaux de France    | Wimbledon                     | Wimbledon                  | US Open                           | US Open                      |
| ----- | ---------------------------- | ------------------------------ | ---------------------------- | --------------------------- | ----------------------------- | -------------------------- | --------------------------------- | ---------------------------- |
| 2009  | —                            | —                              | —                            | —                           | —                             | —                          | 1er tour (1/32) A. Golubev        | J. Nieminen A.-U.-H. Qureshi |
| 2010  | —                            | —                              | 2e tour (1/16) A. Dolgopolov | M. Fyrstenberg M. Matkowski | 1er tour (1/32) A. Dolgopolov | Marc López D. Marrero      | 1er tour (1/32) A. Golubev        | D. Bracciali P. Starace      |
| 2011  | 1er tour (1/32) A. Golubev   | E. Butorac J.-J. Rojer         | 1/8 de finale A. Golubev     | R. Bopanna A.-U.-H. Qureshi | 1er tour (1/32) A. Golubev    | S. Aspelin P. Hanley       | 2e tour (1/16) M. Kukushkin       | D. Bracciali P. Starace      |
| 2012  | 2e tour (1/16) F. Cipolla    | E. Butorac B. Soares           | 1/8 de finale M. Elgin       | O. Marach H. Zeballos       | 1/8 de finale M. Elgin        | J. Melzer P. Petzschner    | 1er tour (1/32) M. Elgin          | J. Erlich Andy Ram           |
| 2013  | 1er tour (1/32) M. Elgin     | J. Benneteau É. Roger-Vasselin | 2e tour (1/16) M. Elgin      | T. C. Huey D. Inglot        | 1er tour (1/32) M. Elgin      | R. Lindstedt D. Nestor     | 1er tour (1/32) K. Skupski        | J. Levinský Jiří Veselý      |
| 2014  | 1er tour (1/32) M. Elgin     | J. Benneteau É. Roger-Vasselin | 1er tour (1/32) Lukáš Rosol  | A. Peya B. Soares           | 1er tour (1/32) A. Golubev    | T. Gabashvili M. Kukushkin | 1er tour (1/32) A. Golubev        | N. Barrientos S. Giraldo     |
| 2015  | 2e tour (1/16) A. Golubev    | Ivan Dodig M. Melo             | 2e tour (1/16) A. Golubev    | P.-H. Herbert N. Mahut      | —                             | —                          | 2e tour (1/16) A. Bury            | D. Inglot R. Lindstedt       |
| 2016  | 1er tour (1/32) A. Bury      | T. C. Huey Max Mirnyi          | 1er tour (1/32) A. Bury      | M. Matkowski Leander Paes   | —                             | —                          | —                                 | —                            |
| 2017  | —                            | —                              | 2e tour (1/16) T. C. Huey    | R. Bopanna Pablo Cuevas     | —                             | —                          | —                                 | —                            |
| 2018  | 1er tour (1/32) M. Kukushkin | Sam Groth Lleyton Hewitt       | —                            | —                           | —                             | —                          | 1er tour (1/32) J. Nedunchezhiyan | J.S. Cabal Robert Farah      |

N.B. : le nom du partenaire se trouve sous le résultat ; le nom des ultimes adversaires se trouve à droite.

### En double mixte
| Année | Open d'Australie       | Open d'Australie      | Internationaux de France | Internationaux de France | Wimbledon | Wimbledon | US Open | US Open |
| ----- | ---------------------- | --------------------- | ------------------------ | ------------------------ | --------- | --------- | ------- | ------- |
| 2013  | 1/2 finale Y. Shvedova | J. Gajdošová M. Ebden | —                        | —                        | —         | —         | —       | —       |

N.B. : le nom de la partenaire se trouve sous le résultat ; le nom des ultimes adversaires se trouve à droite.

## Parcours dans lesMasters 1000
| Année | Indian Wells                  | Miami                  | Monte-Carlo          | Rome               | Madrid               | Canada                    | Cincinnati           | Shanghai             | Paris                |
| ----- | ----------------------------- | ---------------------- | -------------------- | ------------------ | -------------------- | ------------------------- | -------------------- | -------------------- | -------------------- |
| 2010  | —                             | 1er tour M. Russell    | —                    | —                  | —                    | 1er tour J. Benneteau     | 2e tour R. Federer   | 1er tour D. Gimeno   | 1er tour Be. Becker  |
| 2011  | 1er tour J. Nieminen          | 2e tour N. Djokovic    | 1er tour R. Gasquet  | —                  | —                    | —                         | —                    | —                    | —                    |
| 2012  | 1/8 de finale J. M. del Potro | 1er tour A. Falla      | 1er tour B. Tomic    | 1er tour A. Seppi  | 1er tour F. Verdasco | —                         | 2e tour J. Chardy    | 2e tour S. Wawrinka  | 1er tour C. Berlocq  |
| 2013  | 2e tour R. Federer            | 1er tour D. Gimeno     | 1er tour S. Wawrinka | 2e tour T. Berdych | 2e tour D. Ferrer    | 1/8 de finale N. Djokovic | 1er tour Brian Baker | —                    | 1er tour Robin Haase |
| 2014  | 1er tour R. Štěpánek          | 3e tour R. Nadal       | —                    | —                  | —                    | 1er tour Marin Čilić      | 1er tour Lu Yen-hsun | 1er tour G. Dimitrov | 1er tour R. Gasquet  |
| 2015  | 2e tour R. Bautista           | 1er tour A. Krajicek   | —                    | —                  | —                    | —                         | —                    | —                    | —                    |
| 2016  | 1er tour Denis Kudla          | 2e tour A. Murray      | —                    | —                  | 2e tour T. Berdych   | —                         | —                    | —                    | —                    |
| 2017  | —                             | 1er tour An. Kuznetsov | —                    | —                  | 1er tour T. Berdych  | —                         | —                    | —                    | —                    |
| 2018  | —                             | 2e tour P. Carreño     | —                    | —                  | —                    | —                         | —                    | —                    | —                    |
| 2019  | 1er tour Robin Haase          | —                      | —                    | —                  | —                    | —                         | —                    | —                    | —                    |

N.B. : sous le résultat se trouve le nom de l’ultime adversaire.

## Victoires sur le top 10
Toutes ses victoires sur des joueurs classés dans le top 10 de l'ATP lors de la rencontre.
| Légende      |
| Grand Chelem |
| Masters 1000 |
| 500 Series   |
| 250 Series   |

| # | D.I.   | Tournoi          | Année | Surface | Adversaire     | Rang | Tour | Score                     |
| - | ------ | ---------------- | ----- | ------- | -------------- | ---- | ---- | ------------------------- |
| 1 | no 51  | Indian Wells     | 2012  | Dur     | David Ferrer   | no 5 | 1/16 | 6-4, 6-3                  |
| 2 | no 117 | Open d'Australie | 2017  | Dur     | Novak Djokovic | no 2 | 1/32 | 7-68, 5-7, 2-6, 7-65, 6-4 |

## Classements ATP en fin de saison
| Année          | 2004 | 2005 | 2006 | 2007 | 2008 | 2009 | 2010 | 2011 | 2012 | 2013 | 2014 | 2015 | 2016 | 2017 | 2018 | 2019 | 2020 |
| Rang en simple | 931  | 192  | 200  | 224  | 107  | 102  | 40   | 73   | 43   | 45   | 49   | 61   | 121  | 63   | 93   | 177  | 184  |
| Rang en double | 857  | 315  | 169  | 389  | 209  | 116  | 137  | 174  | 61   | 94   | 179  | 89   | 138  | 400  | 384  | 357  | 354  |

Source : (en) Classements de Denis Istomin sur le site officiel de la Fédération internationale de tennis